# Eucosma scorzonerana
Eucosma scorzonerana is een vlinder uit de familie bladrollers (Tortricidae). De wetenschappelijke naam is voor het eerst geldig gepubliceerd in 1942 door Benander.
De soort komt voor in Europa.